# Hanshin Tigers
Les Hanshin Tigers (阪神タイガース, Hanshin Taigāsu) sont une équipe japonaise de baseball évoluant dans la Ligue centrale. Le club est créé en 1935 et l'équipe participe au premier championnat du Japon en 1936 sous le nom d'Ōsaka Tigers. Les Hanshin Tigers appartiennent à la compagnie Hanshin Electric Railway et sont basés au Kyocera Dome Osaka et à Nishinomiya dans le stade Koshien, un stade réputé pour l'ambiance qui y règne les jours de match, particulièrement pendant le "classico" contre les Tokyo Giants.
Une légende urbaine japonaise, couramment appelée la malédiction du Colonel, raconte que l'équipe de baseball Hanshin Tigers ne pourra plus jamais gagner car lors d'une célébration en 1985, des fans ont jeté une statue du Colonel Sanders (fondateur de l'enseigne de restauration rapide KFC) dans un canal de la région, jetant ainsi une malédiction sur les membres de l'équipe.

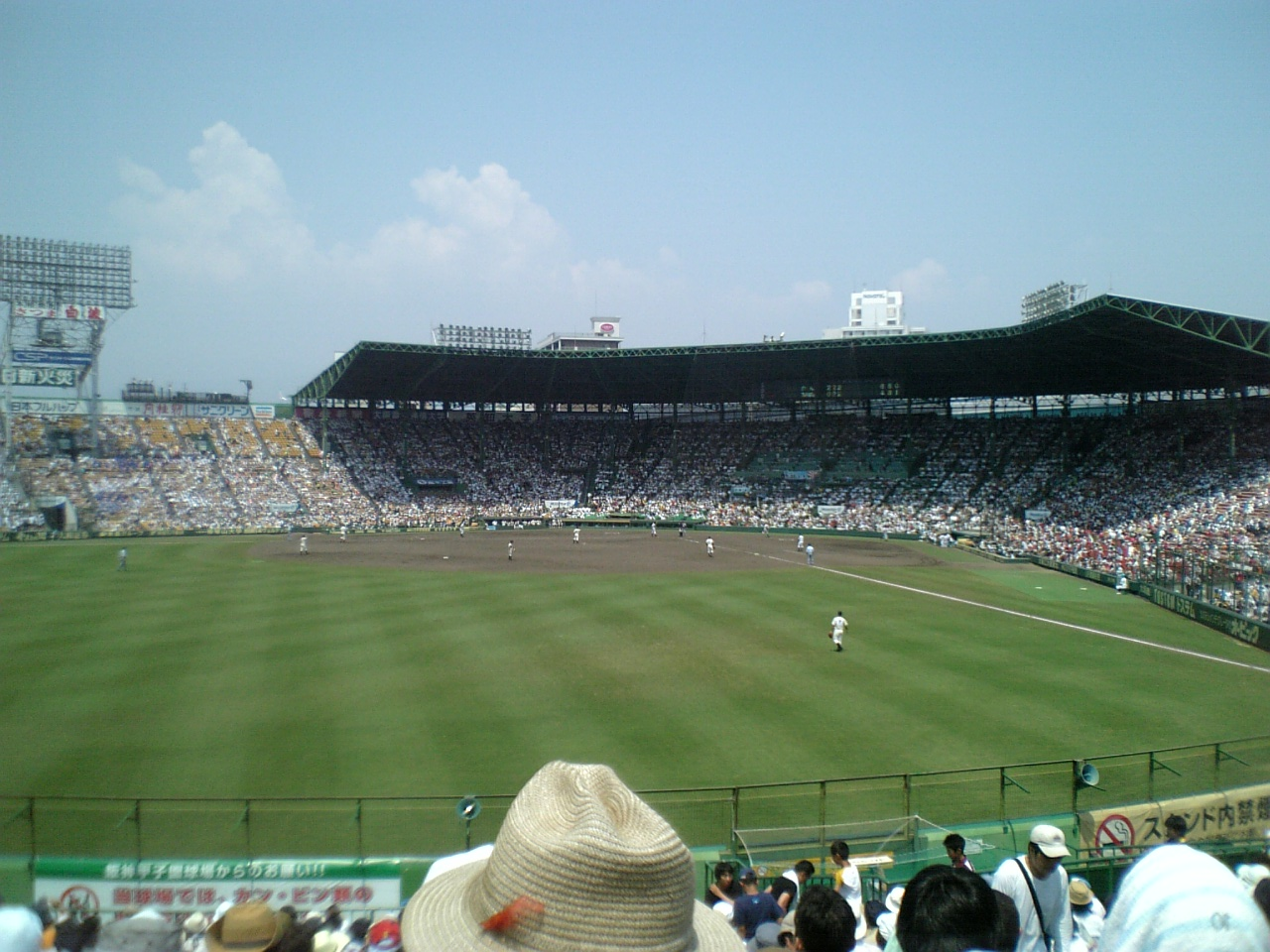
Koshien Stadium
Classement des dernières années